# Nagold (miasto)
Nagold – miasto w Niemczech, w kraju związkowym Badenia-Wirtembergia, w rejencji Karlsruhe, w regionie Nordschwarzwald, w powiecie Calw, siedziba wspólnoty administracyjnej Nagold. Leży w północnym Schwarzwaldzie, nad rzeką Nagold, ok. 20 km na południe od Calw, przy drogach krajowych B28 i B463.

## Geografia
Nagold położony jest na brzegu górnego Gäu (Schwarzwald). Starówka leży na prawym brzegu rzeki Nagold. Na lewym brzegu leży góra zamkowa z ruiną zamku Hohennagold na wysokości 529,9 m n.p.m. W dolinie Nagoldu znajduje się wyrzeźbiony kolorowy kamień, charakterystyczny dla Schwarzwaldu. Wzniesienia natomiast składają się głównie z wapnia muszlowego i należą do Heckengäu.

### Sąsiednie gminy
Następujące miasta i gminy graniczą z miastem Nagold: (wymienione według ruchów wskazówek zegara, zaczynając od wschodu): Jettingen i Mötzingen (Böblingen), Rottenburg am Neckar (powiat Tybinga), Eutingen im Gäu, oraz Horb am Neckar (powiat Freudenstadt), jak i Haiterbach, Rohrdorf, Ebhausen i Wildberg (powiat Calw).
Nagold tworzy centrum w granicach regionu Nordschwarzwald. Do środkowego obszaru Nagold należą oprócz miasta Nagold jeszcze inne miejscowości: Altensteig, Ebhausen, Egenhausen, Haiterbach, Rohrdorf, Simmersfeld oraz Wildberg.

## Przyroda
Bogaty krajobraz jest bardzo urozmaicony, przy czym strome zbocza dolin Nagoldu, Weinach i Steinach są przeważająco porośnięte lasami. W Nagoldzie jest w sumie pięć rezerwatów przyrody: Mindersbacher Tal na północy, Schlossberg (w Pętli Nagoldzkiej, bezpośrednio granicząca ze Starówką), Teufels Hirnschale na górze Lemberg, Ziegelberg oraz Waldachtal i Haiterbachtal, która leży częściowo na terytorium miasta. Dolina Steinach, Waldach i Nagold są wydzielonymi obszarami chronionego krajobrazu.

## Historia
Wychodzi się z założenia, że Dolina Nagoldu była zasiedlona już od ery kamienia łupanego. Za czasów Rzymian na miejscu dzisiejszego głównego kościoła znajdował się rzymski majątek ziemski. Wśród Alamanów, u wylotu z Waldach, mogła powstać wolna osada, która za czasów Franków (kiedy wokół Nagoldu utworzył się tzw. Nagoldgau) urosła do dworu książęcego z wiejską osadą. Pierwszy raz miejsce to zostało wspomniane jako siedziba hrabiego okręgu Nagoldzkiego (Nagoldgau) Gerolda, szwagra cesarza Karola Wielkiego, jako villa Nagaltuna w dokumencie z 3 maja 786 (księga z klasztoru St. Gallen).
Pod panowaniem hrabiów Hohenberg wywodzących się z Deilingen, Nagold należał od 1247 hrabstwem Hohenberg. W 1260 zostało ono podzielone i Nagold stał się siedzibą władcy północnej połowy Nagoldu pod panowaniem Burkharta IV. W 1300 państwo Nagold zostało również podzielone na część Nagoldzką i Wildbergską, przy czym Hrabia Otto I. otrzymał część Nagoldzką. Po kolejnym podziale części Wildbergskiej właściciele Hohenberg sprzedali swoje cztery małe hrabstwa różnym władcom, przy czym Nagold w 1363 przeszedł z rąk Hrabiego Otto II. z Hohenberg-Nagold pod panowanie hrabiów z Wirtembergii. Pozostałe hrabstwa dołączyły m.in. do Palatynatu i Austrii.
Przy Wirtembergii Nagold stał się wkrótce siedzibą rządu, którego granice z biegiem czasu wielokrotnie się zmieniały. Po wojnie trzydziestoletniej również Nagold odczuwał na swoim terenie skutki przemarszu wojsk, jego zakwaterowania i dżuma sprawiły, że miasto po zakończeniu wojny leżało w gruzach. Następujące po sobie sukcesje oraz wojny koalicyjne rozgrywały się za każdym razem także w Nagoldzie, tak że okres wojenny trwał aż do roku 1800, kiedy to dzięki rozrośnięciu się Wirtembergii do królestwa nadszedł czas politycznej stabilizacji. Miasto zostało w 1812 r. siedzibą Oberamt Nagold, a przy tym miastem okręgowym (Bezirksstadt). W roku 1821 dziekanat został przeniesiony z Wildbergu do Nagoldu. Przy podziale królestwa Wirtembergii na cztery okręgi miasto Nagold zostało przyłączone do powiatu Schwarzwald (Schwarzwaldkreis).

## Demografia
| Rok/Data          | Liczba mieszkańców |
| ----------------- | ------------------ |
| 1639              | 836                |
| 1697              | 1437               |
| 1803              | 1771               |
| 1823              | 1908               |
| 1849              | 2612               |
| 1 grudnia 1871    | 2956               |
| 1 grudnia 1880 ¹  | 3270               |
| 1 grudnia 1890 ¹  | 3540               |
| 1 grudnia 1900 ¹  | 3695               |
| 1 grudnia 1910 ¹  | 4023               |
| 16 czerwca 1925 ¹ | 3909               |
| 16 lipca 1933 ¹   | 4273               |

| Rok/Data           | Liczba mieszkańców |
| ------------------ | ------------------ |
| 17 maja 1939 ¹     | 4573               |
| 1946               | 5264               |
| 13 września 1950 ¹ | 6216               |
| 6 czerwca 1961 ¹   | 8880               |
| 27 maja 1970 ¹     | 12 483             |
| 31 grudnia 1975    | 19 047             |
| 31 grudnia 1980    | 20 334             |
| 27 maja 1987 ¹     | 19 949             |
| 31 grudnia 1990    | 21 505             |
| 31 grudnia 1995    | 22 245             |
| 31 grudnia 2000    | 22 807             |
| 31 grudnia 2005    | 22 805             |

¹ spis ludności

## Transport

### Drogi
Do Nagoldu można dojechać autostradą A81 Stuttgart – Singen (Hohentwiel) (wyjazd Rottenburg am Neckar) lub drogą krajową B28 (Kehl – Ulm), która prowadzi przez większy most i dolinę. Dalsza droga krajowa na terenie miasta to północno-południowe połączenia B463 Calw – Rottweil.

### Kolej
Nagold leży na trasie kolei Nagoldtal od Pforzheim do Horb am Neckar i dalej do Tybingi. Od 2004 roku jest ona wyposażona w nowoczesne pojazdy, które mają także miejsce dla wielu rowerów. Jednakże w letnie weekendy w godzinach wieczornych można mieć problemy z miejscem dla rowerów. Kolej wąskotorowa Nagold – Altensteig była 15,1-kilometrową kolejką wąskotorową (szerokość toru 1000 mm), która w Nagoldzie zaczyna swój bieg i prowadzi do Altensteig. Była ona otwarta od 1891 roku, lecz w 1967 roku została zamknięta. Dzielnica Hochdorf posiada dworzec, który jest obsługiwany przez linię kolei miejskiej S41 Karlsruhe – Freudenstadt – Eutingen im Gäu i Regional-Express Stuttgart – Freudenstadt.

### Komunikacja autobusowa
Linia autobusowa 7794 (w powiecie Böblingen 774 lub 776) łączy regularnie Nagold i górną dolinę Nagoldu z punktami końcowymi linii kolei miejskiej 1 w Herrenbergu, która jedzie przez Böblingen, S-Rohr (przesiadka na lotnisko), S- Vaihingen, Stuttgart do Cannstatter Wasen, MHPArena, Esslingen am Neckar do Plochingen. Oprócz komunikacji miejskiej, Nagold łączą z Altensteigiem, Egenhausen, Ebhausen, Rohrdorfem, Wildbergiem, Haiterbachem, Eutingen im Gäu, Horb am Neckar, Jettingen, Mötzingen, Gäufelden, Ammerbuchem, Tybingą, Wildbergiem i Calwem regionalne linie autobusowe.
W Horb am Neckar (kierunek Zurych), Pforzheim (kierunek Karlsruhe, Francja) i Stuttgarcie można się przesiąść do sieci kolei dalekobieżnej.
18 linii autobusowych spotyka się w sercu miasta na dworcu autobusowym wybudowanym w 2005, na który przyjeżdżają bezpośrednio autobusy z północy, wschodu i zachodu. Linie komunikacji miejskiej na Lemberg (szkoła realna, centrum seniorów, szpital okręgowy), do Steinberg i Wolfsberg, jak i do Kernen kursują w tygodniu co pół godziny. Także Emmingen i Pfrondorf na północy są obsługiwane przez komunikacje miejską, Mindersbach przez linie regionalną 540, południowe dzielnice Gundringen, Hochdorf, Schietingen i Vollmaringen przez autobus południowo-zachodni liniami 7400 i 7405.

## Media
W Nagold znajduje się agencja dziennika Schwarzwälder Bote, który informuje o lokalnych wydarzeniach z miasta i okolic.
Od roku 1997 ukazuje się także niezależny tygodnik Nagold-Altensteiger Woche z agencją i redakcją w Nagold. NAWo ukazuje się w każdy czwartek (podczas świąt w piątki) w nakładzie 27 700 egzemplarzy w Oberen Nagoldtal.

## Instytucje
W Nagold znajduje się filia starostwa powiatowego Calw (m.in. Wydział Komunikacji Miejskiej) oraz Urząd Pracy. Oprócz tego znajduje się tutaj sąd rejonowy, podlegający pod Sąd Okręgowy w Tybindze oraz Sąd Apelacyjny w Stuttgarcie.
Miasto to jest również siedzibą wspólnoty administracyjnej Nagold.
Do roku 1996 stacjonowały w Eisberg-Kaserne jednostki spadochronowe oraz jednostki powietrzno-lądowe 25. brygady powietrzno-lądowej (Schwarzwaldbrigade).
Izba Przemysłowo–Handlowa Nordschwarzwald (Industrie- und Handelskammer Nordschwarzwald) znajduje się przy ulicy Lise-Meitner-Straße w dzielnicy przemysłowej Wolfsberg.

## Oświata
Nagold jest siedzibą Uczelni Detalicznego Handlu Tekstyliami w Niemczech (Lehranstalt des Deutschen Textileinzelhandels) (LDT).
Miasto utrzymuje gimnazjum ogólnokształcące (Otto-Hahn-Gymnasium), szkołę realną (Christiane – Herzog Realschule) oraz szkołę specjalną (Burgschule). Oprócz tego znajdują się tam dwie szkoły podstawowe i dwie szkoły główne powiązane z realną szkołą zawodową (Lembergschule i Zellerschule), jak i sześć szkół podstawowych – Wiestalschule Emmingen, Kernenschule oraz po jednej szkole podstawowej w następujących dzielnicach miasta: Hochdorf, Iselshausen, Vollmaringen oraz Gündringen/Schietingen, które są również utrzymywane przez miasto.
Powiat Calw utrzymuje trzy szkoły zawodowe: Szkołę Rzemieślniczą (Gewerbliche Schule) w Nagold (m.in. z gimnazjum technicznym), Szkołę Gospodarstwa Domowego (Hauswirtschaftliche Schule) oraz Szkołę Handlową (Kaufmännische Schule) w Nagold.

## Kultura

### Teatry
Sztuki teatralne i inne imprezy kulturalne w Nagoldzie odbywają się częściowo w hali miejskiej (Stadthalle), ale przede wszystkim w zamku KUBUS. Jest tam średniej wielkości miejsce posiedzeń z salą bankietową i teatralną. Ponadto oferuje się stare sale seminaryjne, przeznaczone przede wszystkim na występy kabaretów, zespołów muzycznych i innych dziedzin sztuki.

### Muzea
Steinhaus (dosł. dom z kamienia) jest najstarszym domem w Nagoldzie i zarazem mieści muzeum (Heimatmuseum). Znajduje się przy ulicy Badgasse 3. Można się tam dowiedzieć o historii i współczesności Nagoldu i jego regionu.

### Obiekty budowlane
Wysoko nad Nagoldem, na wzgórzu znajdują się ruiny zamku Hohennagold.
Innymi wywierającymi wrażenie budynkami są wiadukty i stara wieża będąca symbolem Nagoldu.
Wrażenie wywiera również kościół pw św. Remigiusza (St. Remigius), który został wybudowany na fundamencie rzymskiej posiadłości.
Z czasów celtyckich (ok. 500 lat p.n.e.) można zobaczyć charakterystyczne pagórkowate groby.

## Religia
Nagold należał początkowo do biskupstwa Konstancji i był podporządkowany archidiecezji miejscowej kapituły Herrenberg. W 1543 została wprowadzona w Nagoldzie reformacja, tak jak wcześniej to się stało w całym ówczesnym księstwie Wirtembergii. Miasto należało do dziekanatu Wildberg. W 1821 Nagold stał się siedzibą tego dziekanatu, który istnieje do dzisiaj i należy do prałatury Reutlingen. Parafia Nagold obejmuje obszar z 34 parafiami ewangelicznego Kościoła w Wirtembergii. Większość z tych kościołów jest ciągle pod wielkim wpływem pietyzmu. Dziekanem i pastorem ewangelickim przy kościele miejskim (Stadtkirche) w Nagold jest od kwietnia 2007 Ralf Albrecht.
Na terenie miasta istnieje wiele parafii, np. parafia Stadtgemeinde z kościołem pw. św. Jana (Johanneskirche) z 1870/1874, parafia Remigiusgemeinde z kościołem pw. św. Remigiusza (Remigiuskirche) nazywany jest dziś (Friedhofskirche) i parafia Iselshausen z kościołem pw. św. Jakuba St. Jakob. Ponadto istnieje parafia w dzielnicy miasta Emmingen (filia parafii Pfrondorf z kościołem z roku 1778). W dzielnicy Hochdorf (z odnowionym kościołem gotyckim z 1881 roku), w dzielnicy Mindersbach (filia parafii Rohrdorf z kościołem z 1777 roku), w dzielnicy Pfrondorf (kościół z 1728 roku połączony ze starym kościołem pielgrzymkowym pw. św. Mikołaja (St. Nikolaus), z XV wieku) i w dzielnicy Schietingen (kościół z 1575, w 1782 został przebudowany).
W XIX wieku do Nagoldu wrócili katolicy. Założyli oni parafię Świętych Piotra i Pawła (St. Peter und Paul), w 1905 mogli zbudować swój budynek i dzisiaj jest użytkowany zarówno przez miasto Nagold, jak i dzielnice miasta: Iselshausen, Emmingen, Mindersbach i Pfrondorf, oraz niektóre sąsiednie gminy. Inne parafie w obszarze miasta Nagold to: parafia św. Remigiusza (St. Remigius) (kościół z XIX wieku) w dzielnicy miasta Gündringen Hochdorf i Schietingen, oraz parafia św. Jerzego (St. Georg) (kościół z 1845/1847) dla dzielnic Vollmaringen i Mötzingen.
Obok parafii ewangelicznych i miejscowego kościoła rzymskokatolickiego, w Nagoldzie istnieją również parafie należące do wolnych Kościołów. Jest wśród nich parafia Ewangelicko-Metodystyczna Volksmission (należy do związku wolnych kościołów zielonoświątkowych) i nagoldzka parafia Chrystusowa. Istnieje także parafia Kościoła Nowoapostolskiego.
Także wyznawcy islamu mają w Nagold swoją świątynię.

## Sport
Park wodny – odkryty basen z 5-metrową zjeżdżalnią, pływalnia z 5-metrową skocznią, brodzik dla dzieci, oraz basen z wodą termalną. Można także skorzystać z mini golfa, kina z dwiema salami, sali do koszykówki i boiska do siatkówki plażowej.

## Ludzie związani z miastem

### Honorowi Obywatele Nagoldu
- Joann Georg Freihofer, dziekan
- Joann Georg Dieterle, rektor seminarium nauczycielskiego
- Hermann Maier, burmistrz
- Wilhelm Harr, fabrykant